# Жвабово
Жвабово (словен. Žvabovo) је насељено место у општини Шентјернеј, регија Југоисточна Словенија, Словенија.

## Историја
До територијалне реорганизације у Словенији било је у саставу старе општине Ново Место.

## Становништво
У попису становништва из 2011. године, Жвабово је имало 32 становника.
| Број становника према пописима | Број становника према пописима | Број становника према пописима |
| ------------------------------ | ------------------------------ | ------------------------------ |
| 1991                           | 2002                           | 2011                           |
| 25                             | 30                             | 32                             |

Напомена: Године 2011. извршена је мала размена територија између насеља Горења Брезовица, Долење Врхпоље и Жвабово.